# Zdeněk Jaromír Vyskočil
Zdeněk Jaromír Vyskočil, známý též jako Z. J. Vyskočil (128. dubna 1918, Praha – 29. ledna 1975, tamtéž) byl český scénograf, divadelní režisér, divadelní ředitel a loutkář.

## Život
Divadlo a loutkoherectví jej přitahovalo již od mládí. Roku 1936 se stal vůdčí osobností Loutkového divadla Sokola Pražského díky uvedení Molièrovy komedie Zdravý nemocný, ve které jako režisér i scénograf propojil marionety s maňásky a dosáhl tím výrazného groteskního ladění. Tuto metodu dále uplatnil roku 1937 v inscenaci loutkové hry Matěje Kopeckého Kurando a Špádolíno a roku 1941 v inscenací lidové hry Turecké pomezí, která se v podtextu vyjadřovala k německé okupaci Čech, Moravy a Slezska. Nadějný umělecký rozvoj divadla ukončil v tom samém roce nacistický zákaz tělovýchovné organizace Sokol.
Okupace zasáhla i do jeho studia na Filozofické fakultě Univerzity Karlovy, které musel po uzavření českých vysokých škol roku 1939 ukončit. Začal pak pracovat jako režisér a scénograf Divadla Anny Sedláčkové a od roku 1942 do uzavření českých divadel roku 1944 jako jeho ředitel.
Po skončení druhé světové války se stal roku 1945 ředitelem, režisérem a scénografem Městského divadla v Ústí nad Labem, v letech 1945–1946 byl uměleckým ředitelem Vesnického divadla, poté byl do roku 1955 ředitelem Městského a oblastního divadla Kladno a v letech 1955–1960 vedl Městské oblastní divadlo Mladá Boleslav. Poté působil ve Státním divadle Brno, Hostoval v mnoha zahraničních i českých loutkových divadlech (například v Divadle Spejbla a Hurvínka nebo v Ústředním loutkovém divadle a v dalších). Roku 1972 se stal vedoucím studia loutkářské katedry DAMU v Praze.
Zemřel roku 1975 v Praze. Za svůj život se jako scénický výtvarník, režisér, kostýmní výtvarník nebo vedoucí výpravy podílel na více než sto čtyřiceti divadelních insenacích.